# Vignola (Mòdena)
Vignola és un municipi situat a la Província de Mòdena, a l'Emília-Romanya, Itàlia.